# Eschscholzia glyptosperma
Eschscholzia glyptosperma är en vallmoväxtart som beskrevs av Edward Lee Greene. Eschscholzia glyptosperma ingår i släktet sömntutor, och familjen vallmoväxter. Inga underarter finns listade i Catalogue of Life.

## Bildgalleri

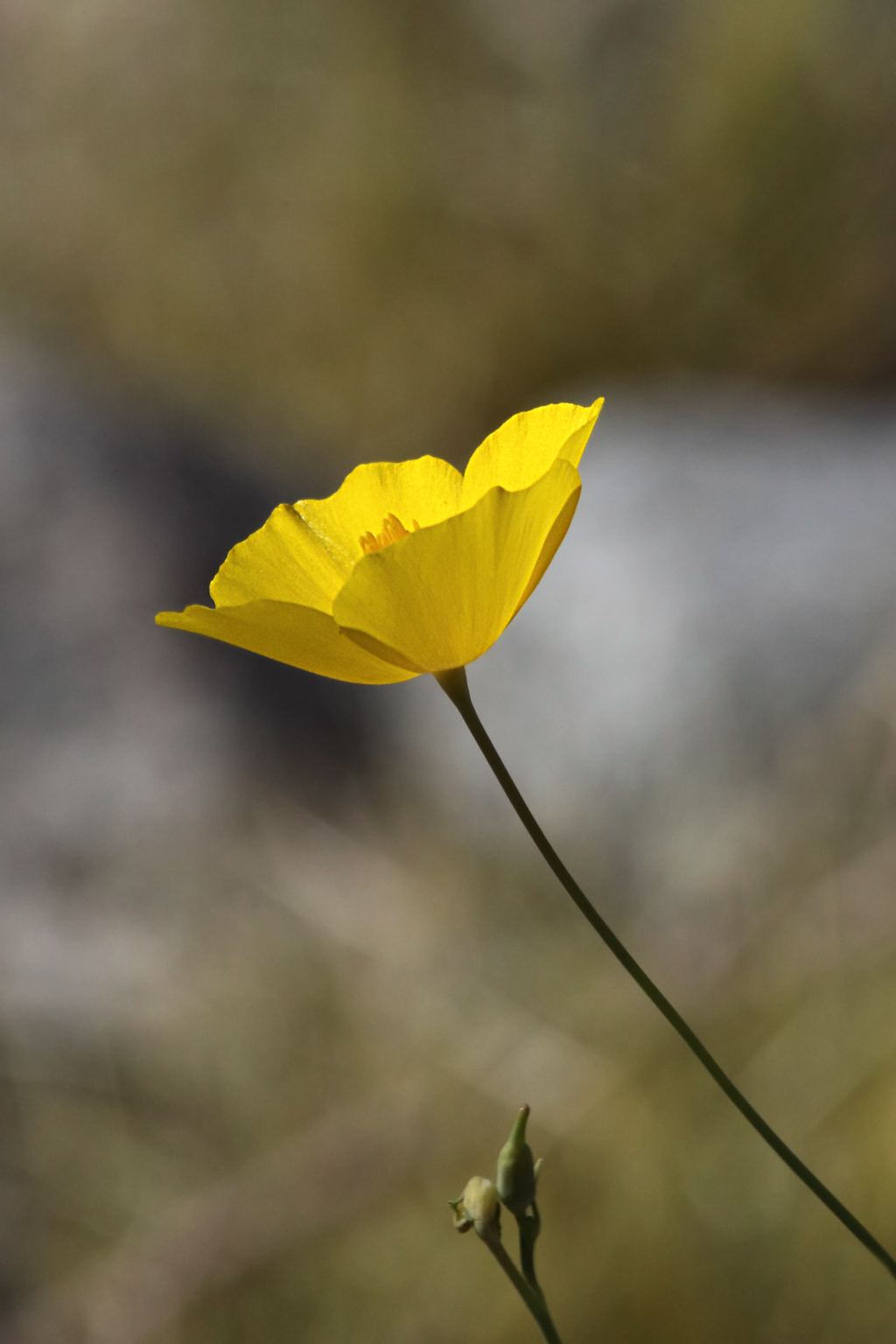
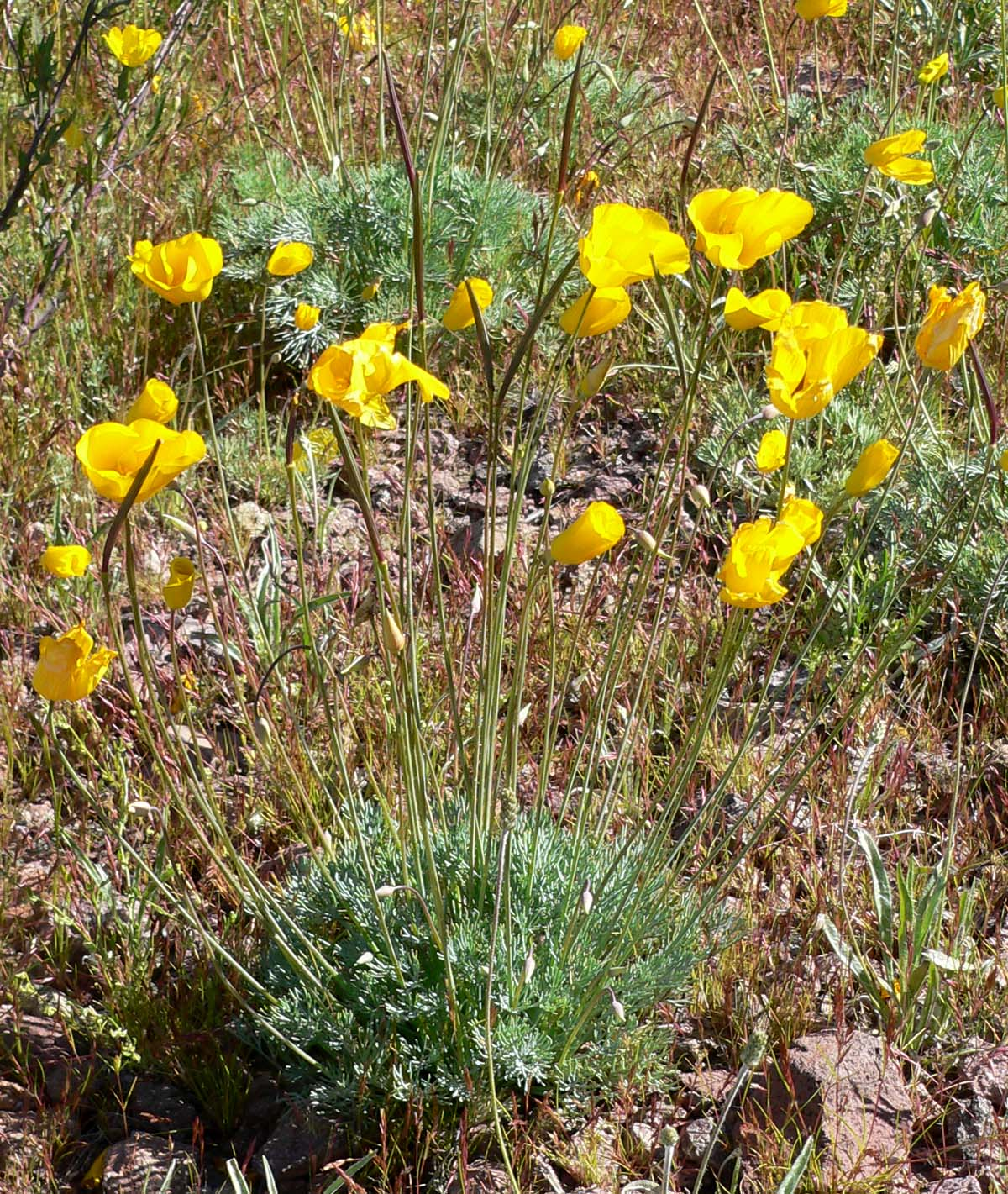
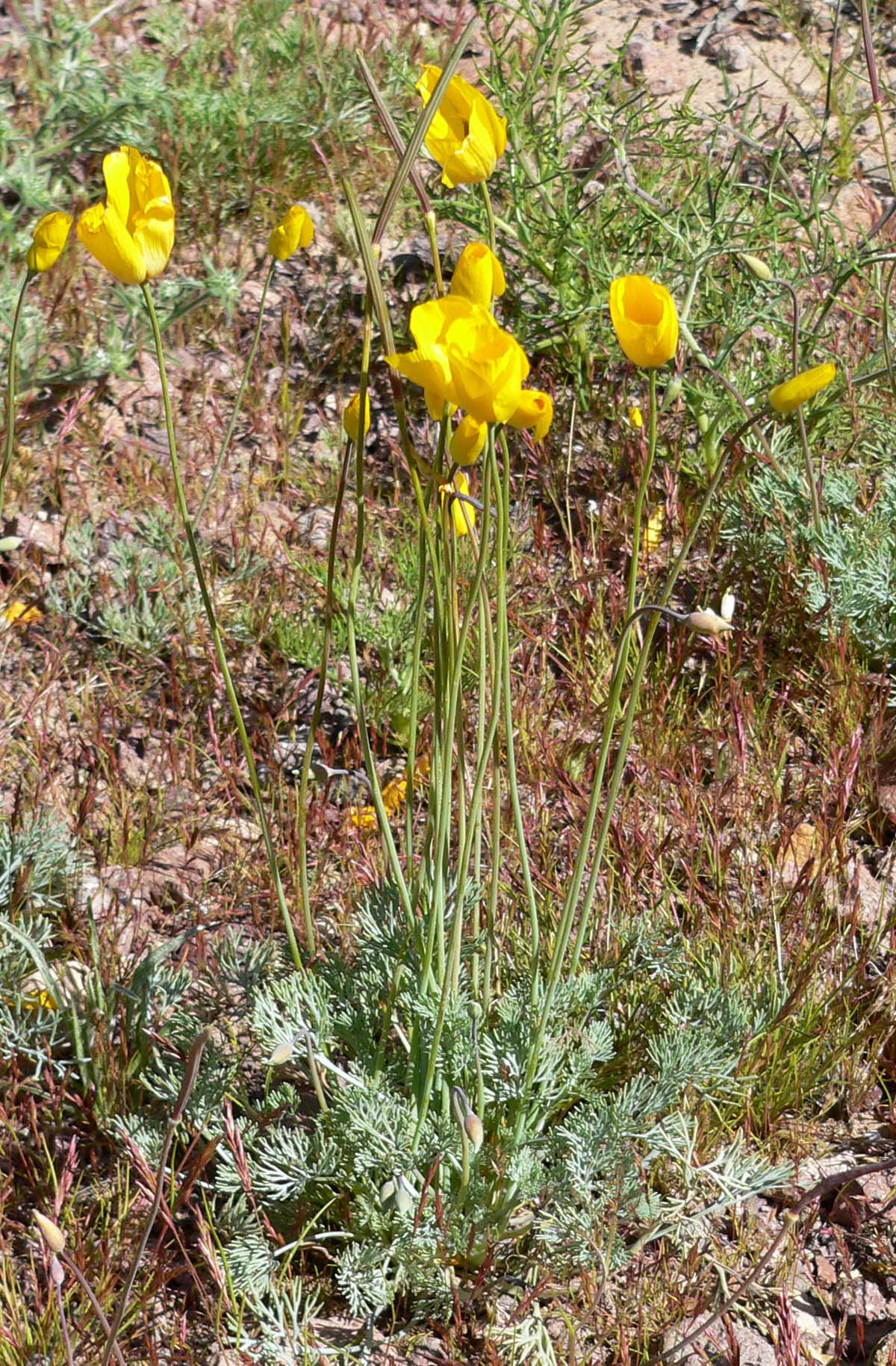
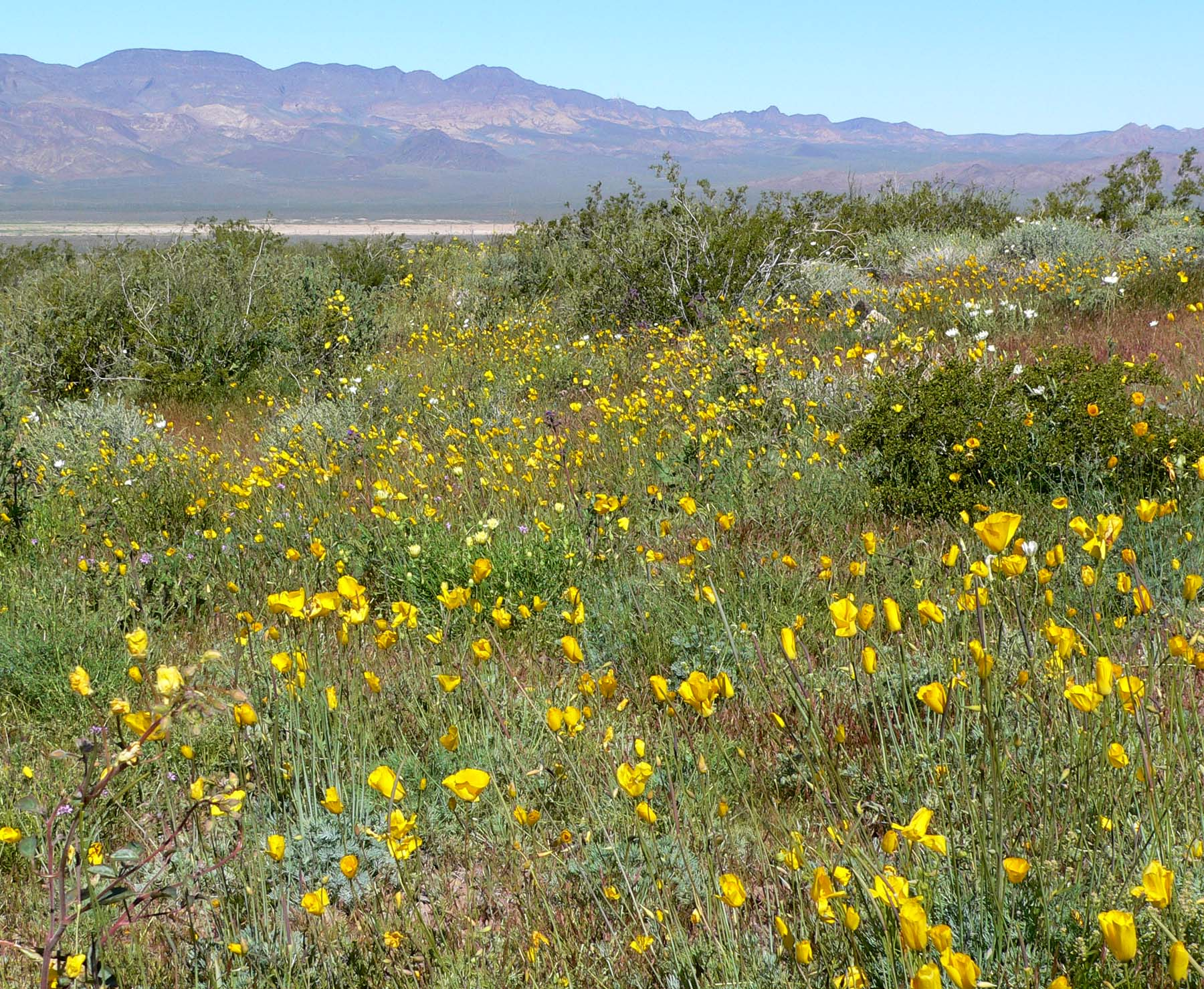
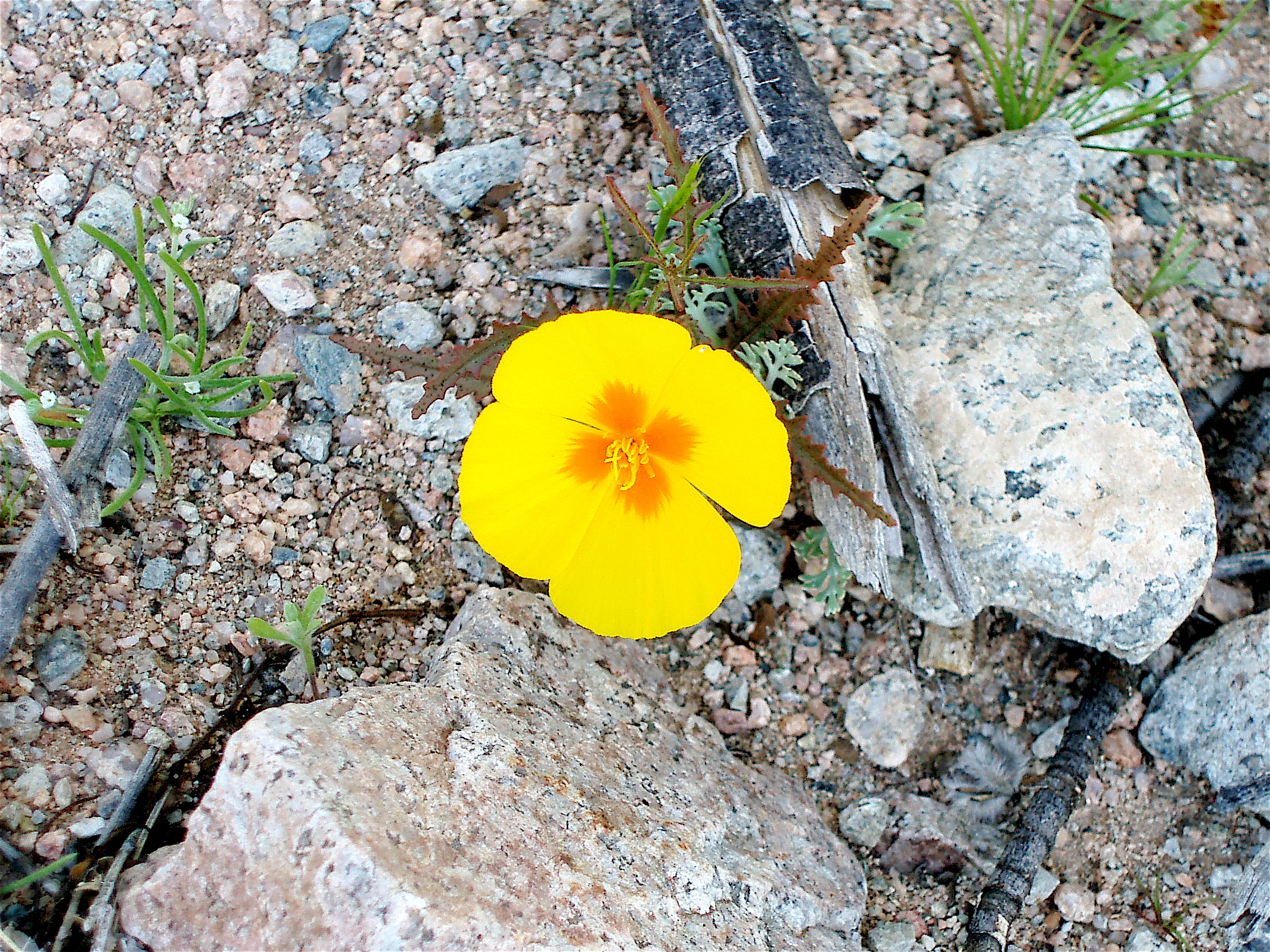
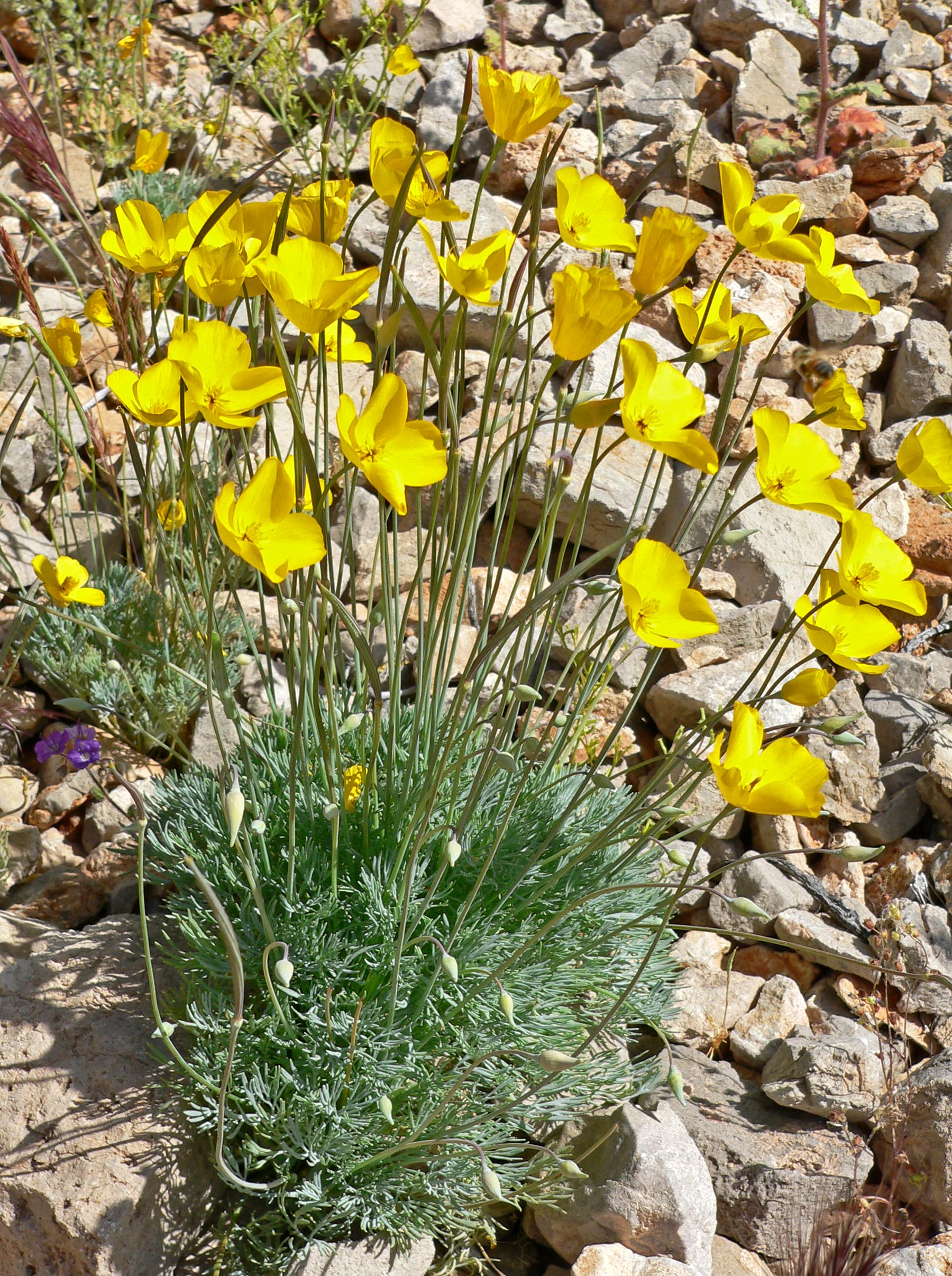